# Lista de singles número um na Brasil Hot 100 em 2023
Esta é uma lista dos singles que alcançaram a primeira posição da Brasil Hot 100 em 2023. A Brasil Hot 100 é uma parada musical que classifica as canções mais ouvidas no território. Seus dados são compilados pela Luminate e publicados pela revista Billboard Brasil. A parada é baseada na atividade de streaming dos principais serviços de música no Brasil em uma fórmula ponderada que incorpora fluxos oficiais apenas em assinaturas e camadas de serviços de áudio e vídeo com suporte de anúncios.

## Histórico

### Brazil Songs
| Data            | Canção            | Artista(s)                                 | Ref.   |
| --------------- | ----------------- | ------------------------------------------ | ------ |
| 7 de janeiro    | "Bombonzinho"     | Israel & Rodolffo e Ana Castela            | [ 2 ]  |
| 14 de janeiro   | "Bombonzinho"     | Israel & Rodolffo e Ana Castela            | [ 3 ]  |
| 21 de janeiro   | "Leão"            | Marília Mendonça                           | [ 4 ]  |
| 28 de janeiro   | "Leão"            | Marília Mendonça                           | [ 5 ]  |
| 4 de fevereiro  | "Leão"            | Marília Mendonça                           | [ 6 ]  |
| 11 de fevereiro | "Leão"            | Marília Mendonça                           | [ 7 ]  |
| 18 de fevereiro | "Zona de Perigo"  | Leo Santana                                | [ 8 ]  |
| 25 de fevereiro | "Zona de Perigo"  | Leo Santana                                | [ 9 ]  |
| 4 de março      | "Zona de Perigo"  | Leo Santana                                | [ 10 ] |
| 11 de março     | "Leão"            | Marília Mendonça                           | [ 11 ] |
| 18 de março     | "Nosso Quadro"    | Ana Castela                                | [ 12 ] |
| 25 de março     | "Nosso Quadro"    | Ana Castela                                | [ 13 ] |
| 1 de abril      | "Nosso Quadro"    | Ana Castela                                | [ 14 ] |
| 8 de abril      | "Nosso Quadro"    | Ana Castela                                | [ 15 ] |
| 15 de abril     | "Nosso Quadro"    | Ana Castela                                | [ 16 ] |
| 22 de abril     | "Nosso Quadro"    | Ana Castela                                | [ 17 ] |
| 29 de abril     | "Nosso Quadro"    | Ana Castela                                | [ 18 ] |
| 6 de maio       | "Nosso Quadro"    | Ana Castela                                | [ 19 ] |
| 13 de maio      | "Nosso Quadro"    | Ana Castela                                | [ 20 ] |
| 20 de maio      | "Nosso Quadro"    | Ana Castela                                | [ 21 ] |
| 27 de maio      | "Nosso Quadro"    | Ana Castela                                | [ 22 ] |
| 3 de junho      | "Nosso Quadro"    | Ana Castela                                | [ 23 ] |
| 10 de junho     | "Nosso Quadro"    | Ana Castela                                | [ 24 ] |
| 17 de junho     | "Tá OK"           | Dennis DJ e Kevin o Chris                  | [ 25 ] |
| 24 de junho     | "Tá OK"           | Dennis DJ e Kevin o Chris                  | [ 26 ] |
| 1 de julho      | "Tá OK"           | Dennis DJ e Kevin o Chris                  | [ 27 ] |
| 8 de julho      | "Tá OK"           | Dennis DJ e Kevin o Chris                  | [ 28 ] |
| 15 de julho     | "Tá OK"           | Dennis DJ e Kevin o Chris                  | [ 29 ] |
| 22 de julho     | "Tá OK"           | Dennis DJ e Kevin o Chris                  | [ 30 ] |
| 29 de julho     | "Tá OK"           | Dennis DJ e Kevin o Chris                  | [ 31 ] |
| 5 de agosto     | "Tá OK"           | Dennis DJ e Kevin o Chris                  | [ 32 ] |
| 12 de agosto    | "Halls na Língua" | Kadu Martins                               | [ 33 ] |
| 19 de agosto    | "Tá OK"           | Dennis DJ, Kevin o Chris, Maluma e Karol G | [ 34 ] |

### Brasil Hot 100
| Data           | Canção                            | Artista(s)                                                                                              | Ref.   |
| -------------- | --------------------------------- | --- | ------ |
| 28 de agosto   | "Faz um Vuk Vuk (Teto Espelhado)" | Kevin o Chris e DJ Nk da Serra                                                                          | [ 35 ] |
| 4 de setembro  | "Faz um Vuk Vuk (Teto Espelhado)" | Kevin o Chris e DJ Nk da Serra                                                                          | [ 36 ] |
| 11 de setembro | "Faz um Vuk Vuk (Teto Espelhado)" | Kevin o Chris e DJ Nk da Serra                                                                          | [ 37 ] |
| 18 de setembro | "Chico"                           | Luísa Sonza                                                                                             | [ 38 ] |
| 25 de setembro | "Let's Go 4"                      | DJ GBR, MC IG, MC Ryan SP, MC PH, Mc Davi, MC Luki, MC Don Juan, MC Kadu, TrapLaudo, MC GP e MC GH do 7 | [ 39 ] |
| 2 de outubro   | "Let's Go 4"                      | DJ GBR, MC IG, MC Ryan SP, MC PH, Mc Davi, MC Luki, MC Don Juan, MC Kadu, TrapLaudo, MC GP e MC GH do 7 | [ 40 ] |
| 9 de outubro   | "Canudinho"                       | Gusttavo Lima e Ana Castela                                                                             | [ 41 ] |
| 16 de outubro  | "Canudinho"                       | Gusttavo Lima e Ana Castela                                                                             | [ 42 ] |
| 23 de outubro  | "Canudinho"                       | Gusttavo Lima e Ana Castela                                                                             | [ 43 ] |
| 30 de outubro  | "Canudinho"                       | Gusttavo Lima e Ana Castela                                                                             | [ 44 ] |
| 6 de novembro  | "Baile do Bruxo"                  | Tropa do Bruxo, DJ Ws da Igrejinha, SMU, Triz e MC Menor Thalis                                         | [ 45 ] |
| 13 de novembro | "Daqui pra Sempre"                | Manu Bahtidão e Simone Mendes                                                                           | [ 46 ] |
| 20 de novembro | "Daqui pra Sempre"                | Manu Bahtidão e Simone Mendes                                                                           | [ 47 ] |
| 27 de novembro | "Daqui pra Sempre"                | Manu Bahtidão e Simone Mendes                                                                           | [ 48 ] |
| 4 de dezembro  | "Let's Go 4"                      | DJ GBR, MC IG, MC Ryan SP, MC PH, MC Davi, MC Luki, MC Don Juan, MC Kadu, TrapLaudo, MC GP e MC GH do 7 | [ 49 ] |
| 11 de dezembro | "Let's Go 4"                      | DJ GBR, MC IG, MC Ryan SP, MC PH, MC Davi, MC Luki, MC Don Juan, MC Kadu, TrapLaudo, MC GP e MC GH do 7 | [ 50 ] |
| 18 de dezembro | "Let's Go 4"                      | DJ GBR, MC IG, MC Ryan SP, MC PH, MC Davi, MC Luki, MC Don Juan, MC Kadu, TrapLaudo, MC GP e MC GH do 7 | [ 51 ] |
| 25 de dezembro | "Daqui pra Sempre"                | Manu Bahtidão e Simone Mendes                                                                           | [ 52 ] |